# پخش ساناد
هدف پخش ساناد(به انگلیسی: Multicast DNS) (مخفف انگلیسی: mDNS) برای تبدیل نام محلی به نشانی پروتکل اینترنت در رایانه‌هایی است که سامانهٔ نام ندارند. این خدمت، از مشخصات شبکهٔ رایانه‌ای بدون تنظیمات است.